# IPhone 13 Pro
iPhone 13 Pro a iPhone 13 Pro Max jsou smartphony navržené a vyvinuté americkou společností Apple. Jsou součástí 15. generace řady chytrých mobilních telefonů iPhone, spolu s iPhonem 13 a iPhonem 13 Mini a třetí generace iPhonu SE, přičemž nahrazují iPhone 12 Pro a iPhone 12 Pro Max ze 14. generace.
iPhony 13 Pro a 13 Pro Max byly představeny spolu s ostatními produkty generace na Apple Special Eventu v Apple Parku 14. září 2021. Do prodeje byly uvolněny o 10 dní později, 24. září, a prodej byl ukončen o necelý rok později 7. září 2022 při oznámení nadcházející generace – iPhonu 14 Pro a 14 Pro Max.

## Historie
iPhone 13 Pro a iPhone 13 Pro Max byly oficiálně oznámeny spolu s devátou generací iPadu, 6. generací iPadu mini, Apple Watch Series 7, iPhonem 13 a iPhonem 13 Mini na on-line tiskové konferenci 14. září 2021 natočené v Apple Parku v kalifonském Cupertinu. 
Prodej začal 24. září 2021 a ukončen byl spolu s ukončením prodeje iPhonu 11 a iPhonu 12 Mini 7. září 2022, během představení iPhonu 14 / 14 Plus a iPhonu 14 Pro / Pro Max.

## Specifikace

### Hardware
iPhone 13 Pro a Pro Max používají procesor A15 Bionic navržený společností Apple s 16jádrovým neuronovým enginem, 6jádrovým CPU a 5jádrovým grafickým procesorem.

#### Displej
iPhone 13 Pro má 6,06palcový, 154mm, displej s rozlišením 2532 × 1170 pixelů, při 460 PPI, zatímco iPhone 13 Pro Max má 6,68palcový, 170mm, displej s rozlišením 2778 × 1284 pixelů, při 458 PPI.
Oba modely mají Super Retina XDR OLED displej s vylepšeným běžným jasem až 1 000 nitů z 800 nitů a maximálním jasem až 1 200 nitů. Poprvé v iPhonu je také k dispozici 10–120Hz ProMotion displej.

#### Baterie
Apple uvádí až o 1,5 hodiny delší výdrže baterie u iPhonu 13 Pro a o 2,5 hodiny více u 13 Pro Max než u jejich předchůdců. 
iPhone 13 Pro má kapacitu bateri 3 095 mAh, oproti 2 815mAh baterii nalezené v iPhonu 12 Pro a 13 Pro Max má kapacitu baterie 4 352 mAh, oproti 3 687mAh baterii v iPhonu 12 Pro Max. Oba modely lze nabíjet pomocí MagSafe až 15 W, bezdrátovým nabíjením Qi – 7,5 W a Lightning konektorem až 20–23 W pro Pro a 20–27 W pro Pro Max.

#### Fotoaparáty
iPhone 13 Pro je vybaven čtyřmi fotoaparáty – jedním předním fotoaparátem a třemi zadními fotoaparáty – teleobjektiv, širokoúhlý a ultraširoký fotoaparát. Širokoúhlé a ultraširokoúhlé mají také větší otvory pro zachycení více světla a zvýšení výkonu při slabém osvětlení. Ultraširokoúhlý fotoaparát má také poprvé automatické ostření. 77mm teleobjektiv má menší clonu než 12 Pro.
Fotoaparát je vybaven nově i makro režimem, který dokáže zaostřit na 2 centimetry od objektu. Využívá autofokus z ultraširokoúhlého fotoaparátu a automaticky se aktivuje, když je dostatečně blízko objektu.

### Software

#### iOS
iPhone 13 Pro a iPhone 13 Pro Max byly při uvedení na trh předinstalovány s iOS 15.

#### Fotoaparát
Aplikace fotoaparátu nově obsahuje režim „Cinematic Mode“. Je podporován na širokoúhlých kamerách, teleobjektivech a předních fotoaparátech v rozlišení 1080p při 30 fps. Dále v Apple ProRes 4K při 30 fps a 1080p při 60 fps.

## Design
Design iPhonu 13 Pro a 13 Pro Max se oproti předchůdcům téměř nezměnil. Blok zadního fotoaparátu však nyní pokrývá větší plochu kvůli větším objektivům a výřez displeje, „notch“, pro Face ID a kamery na předním displeji je nyní o 20 % menší.
iPhone 13 Pro a 13 Pro Max je k dispozici v pěti barevných variantách – stříbrné, grafitově šedá, zlaté, horsky modré a alpsky zelené.
| Barva | Název          |
| ----- | -------------- |
|       | Stříbrná       |
|       | Grafitově šedá |
|       | Zlatá          |
|       | Horsky modrá   |
|       | Alpsky zelená  |